# Stictopisthus javensis
Stictopisthus javensis är en stekelart som beskrevs av Ferriere 1925. Stictopisthus javensis ingår i släktet Stictopisthus och familjen brokparasitsteklar. Inga underarter finns listade i Catalogue of Life.